# Jani Viander
Jani Viander (Tuusula, 18 agosto 1975) è un allenatore di calcio ed ex calciatore finlandese, di ruolo portiere.

## Palmarès

### Giocatore

#### Competizioni nazionali
- Campionato finlandese: 2

HJK: 2009, 2010
- Coppa di Finlandia: 3

HJK: 1998, 2000, 2008
- Liigacup: 1

HJK: 1998